# Michel Kreder
Michel Kreder (La Haia, 15 d'agost de 1987) és un ciclista neerlandès, professional des del 2010. Actualment corre a l'equip Aqua Blue Sport. El seu germà Raymond també és ciclista.

## Palmarès en carretera
- 2004
  - 1r al Gran Premi Bati-Metallo
  - Vencedor d'una etapa de la Ruta de l'Avenir
- 2005
  - Vencedor d'una etapa de la Ruta de l'Avenir
  - Vencedor d'una etapa del Giro de Toscana Júnior
  - Vencedor d'una etapa del Trofeu Centre Morbihan
- 2007
  - Vencedor d'una etapa de la Volta a Turíngia
- 2008
  - Vencedor d'una etapa del Circuito Montañés
  - Vencedor d'una etapa del Tour d'Alsàcia
- 2009
  - Vencedor d'una etapa del Circuit de Lorena
  - Vencedor d'una etapa del Circuito Montañés
- 2011
  - Vencedor d'una etapa del Circuit de La Sarthe
- 2012
  - Vencedor de 2 etapes del Tour del Mediterrani
  - Vencedor d'una etapa del Circuit de La Sarthe
- 2013
  - Vencedor d'una etapa dels Quatre dies de Dunkerque

### Resultats a la Volta a Espanya
- 2010. 152è de la classificació general
- 2012. 96è de la classificació general
- 2017. 128è de la classificació general

## Palmarès en pista
- 2016
  -  Campió dels Països Baixos en Puntuació